# Ranchera
A ranchera (a spanyol música ranchera „lakodalmi zene”, a rancho ’lakoma’ vagy ’tanya’ jelentésű szóból) mexikói népzenei stílus. Eredetileg a 19. századból származik, viszont valójában az 1910-es forradalom utáni időszak nacionalista színházában fejlődött ki, és Mexikó nemzeti zenei jelképévé vált. Az 1940-es, 1950-es és 1960-as évtizedekben – különösképpen a mexikói filmművészetnek köszönhetően – számos latin-amerikai országban elterjedt, és óriási sikereket aratott. (A földrajzi közelsége okán a műfaj az északról határos területeken hasonlóan népszerű country music-kal rokonítható. Európában hasonló kultúrák pl. az osztrák sramli, a magyar cigány-zene, a spanyol flamenco, a portugál fado stb.).

## A mariachi zenekar

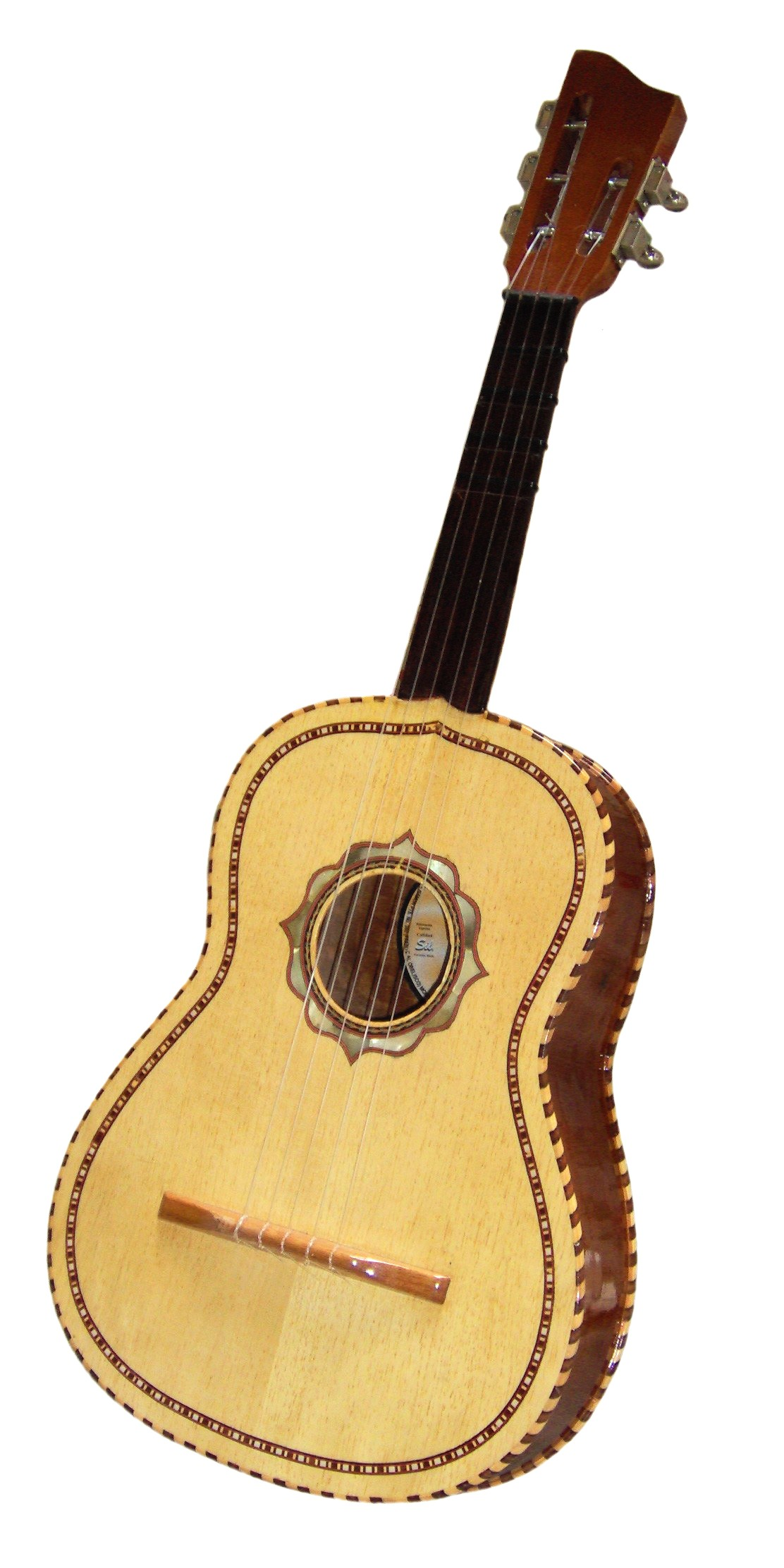
mexikói vihuela

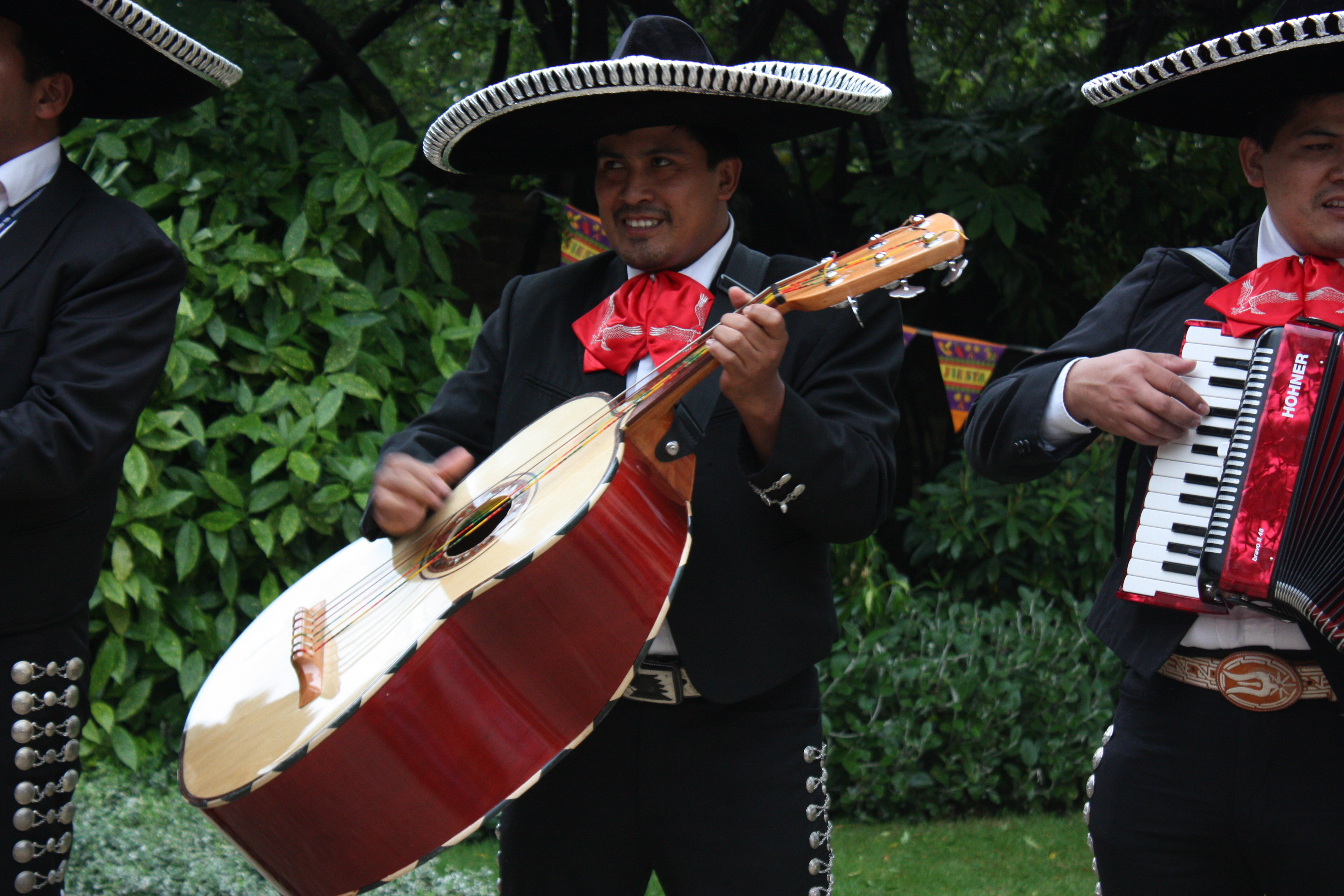
mexikói guitarrón

A ranchera előadói a mariachi zenészekből („lakodalmi muzsikusokból”) álló zenekar, amelynek tagjai a hangszerek kezelésén kívül – egyenként, kisebb csoportban előlépve vagy éppen kórusban – énekükkel is kísérik előadásukat.
Mexikóban a mariachi zenekarok hangja tölti be az utcákat az állami és egyházi ünnepeken, de a családi eseményeken – lakodalomban, keresztelőn, temetésen – vagy bármilyen táncmulatságon, iskolai-vállalati rendezvényeken játsszák a talpalávalót, s az éjjeli zenéhez is szolgáltatnak kíséretet  (ilyenkor a trombiták csendben vannak). Magának  a mariachi illetve mariachis szónak az eredetét a zenetudósok még nem tudták tisztázni. Egyik elmélet szerint a francia mariage (=lakodalom, esküvő, házasság) szó spanyol akcentussal elferdített változata. Egy másik teória azt vallja, hogy egy többnyelvű (náhuatl-spanyol-latin) zeneszámuk kezdő sora: María che son – volt a forrás. Az sem eldöntött, hogy a szó a zenekart vagy annak tagjait jelöli-e. 
2011. novemberében az UNESCO a mariachi zenekarok által húros hangszereken játszott népzenét a  az emberiség szellemi kulturális örökségének ismerte el.

### Fejlődésük
A mai, trombitákat is használó marichi-zene a hagyományos, kizárólag húros hangszereket – esetleg csak hegedűt – használó hagyományos együttesekből (mariachi tradicional) fejlődött ki a 19. sz. elején. A kultúrájuk a Mexikó nyugati partjain fekvő Jalisco, Colima és Nayarit államok területén elterjedt folklórban gyökerezik. A napjainkban működő hivatásos együttesek létszáma általában 7–12 fő, de lehetnek sokkal többen is. Ezek jellemző hangszerei a hegedűk mellett a trombiták, gitárok, illetve a domború testű mexikói öthúrú gitár (vihuela mexicana), a hathúrú basszusgitár (guitara doble) és a guitarrón (E két utóbbi csak az ütemet adja). Emellett lehet még a zenekarban hárfa, fuvola, pánsíp, gombos harmonika acordeon stb. is.  A rancherát játszhatják akár szimfonikus zenekarok is.

### Jellegzetességeik
- A dalaik általában rendkívül érzelemdúsak. Az utolsó sor vagy versszak végét díszesen cifrázva elnyújtják. Előadási stílusuk elmaradhatatlan tartozékai a fejhangú betétek (jódli?) és az ugyancsak magas hangú rikoltások. A szövegek eleinte a mexikói forradalomhoz köthető népi történeteken alapultak, amelyek a falusi életről, lovakról, családról, kocsmákról, szerelmi bánatról szóltak. Később a szerelmi, házassági témákra koncentráltak, de a stílus nemzetközivé válásával a repertoár szélesedett: gyakran hallani előadásaikon más kultúrák népszerű dalait – főleg, de nem kizárólagosan a spanyol nyelvterületekről.[2]
- Az együttesek tagjai jellegzetes nemzeti viseletben lépnek fel: kissé emelt sarkú csizma, feszes nadrág széles aranyozott lampasszal, ugyancsak feszes és csillogó zsinorozású zeke, valamint az elmaradhatatlan, traktorkerék nagyságú kalap, a sombrero. Az öltözék színe változatos, de az ünnepi alkalommal a fekete szín dominál.
- Zenéjük metrikája változatos. A 2/4-es, a 3/4-es, a 4/4-es, a 6/8-os ritmus a megfelelő táncok velejárója, de nem ritka a kombinálciójuk egy számon belül.
- Jarabe tapatío[3]
- Nemcsak a táncmulatságokon, de nyilvános fellépéseiken is kísérnek táncosokat. Ennek megfelelően repertoárjuk elmaradhatatlan részét képezik a latin-amerikai táncok.[4]

## Arancheramai helyzete
Mára a ranchera a latin zene egyik legnagyobb jelképévé vált, megállja a helyét mind a lokálokban és a nemzetközi pódiumokon, mind a mexikói és egyéb latin-amerikai népi szórakozóhelyeken. Népszerű, világhírű énekesek (Plácido Domingo, José Cura, José Carreras stb.) szívesen vesznek részt mariachi együttesek műsorában és saját szórakoztató koncertjeiken más latin-dalok mellett előadnak eredeti ranchera számokat is.

## Néhány slágerük
- Cielito Lindo – Mariachi Vargas
- La Cucaracha
- Cucurrucucu Paloma – Pedro Infante
- La Bamba

## A műfaj neves képviselői

### Veteránok
- Antonio Aguilar
- Chavela Vargas
- Javier Solís
- Jorge Negrete
- José Alfredo Jiménez
- Juan Gabriel
- Miguel Aceves Mejía
- Pedro Fernández
- Pedro Infante
- Pepe Aguilar
- Tito Guízar
- Vicente és Alejandro Fernández

### Mások
- Amalia Mendoza „la Tariácuri”
- Lola Beltrán
- Lucha Reyes
- Lucha Villa
- Flor Silvestre
- María de Lourdes
- Rocío Dúrcal

## Fordítás
- Ez a szócikk részben vagy egészben a Ranchera című spanyol Wikipédia-szócikk fordításán alapul.  Az eredeti cikk szerkesztőit annak laptörténete sorolja fel. Ez a jelzés csupán a megfogalmazás eredetét és a szerzői jogokat jelzi, nem szolgál a cikkben szereplő információk forrásmegjelöléseként. Ez a szócikk részben vagy egészben a Mariachi című spanyol Wikipédia-szócikk fordításán alapul.  Az eredeti cikk szerkesztőit annak laptörténete sorolja fel. Ez a jelzés csupán a megfogalmazás eredetét és a szerzői jogokat jelzi, nem szolgál a cikkben szereplő információk forrásmegjelöléseként.